# Khirbet ar-Ras al-Ahmar
Khirbet ar-Ras al-Ahmar, en arabe : خربة الراس الأحمر, est un village du gouvernorat de Tubas en Palestine, situé au nord de la Cisjordanie.
Selon le recensement du bureau central palestinien des statistiques, la localité compte une population de 74 habitants en 2017.